# Eupatorium mikanioides
Eupatorium mikanioides е вид тревисто многогодишно растение от семейство Сложноцветни (Asteraceae). Видът е световно застрашен, със статут Уязвим.

## Описание
На височина достига от половин до един метър.

## Разпространение
Среща се само във влажните почви на Флорида.